# Inconsciente
En el lenguaje corriente, el término inconsciente se utiliza como adjetivo para calificar un estado o disposición mental que presenta aquel sujeto que desarrolla inadvertidamente su comportamiento, es decir, sin darse cuenta, y que, en general, no depende de su voluntad en realizarlo. También se puede emplear para describir, con una connotación peyorativa, a una persona irresponsable o desconsiderada en grado sumo, y que lleva a cabo acciones dañinas o peligrosas sin tener en cuenta las consecuencias ni los riesgos.
Empleado por primera vez como término técnico en lengua inglesa en 1751 (con la significación de no consciente) por el jurista escocés Henry Lord Kames (1696-1782), el término inconsciente se popularizó más tarde en Alemania, en la época romántica (por ejemplo, en un poema de Goethe A la luna (1777) se utiliza por primera vez el término en alemán: «unbewusst»), designando un depósito de imágenes mentales, una fuente de pasiones cuyo contenido escapaba a la consciencia.
En psicoanálisis, el inconsciente es el concepto clave de la teoría, puesto que constituye su principal objeto de estudio, y designa en el sentido tópico un sistema y un lugar psíquico desconocido para la conciencia («la otra escena») y en el sentido dinámico al conjunto de los contenidos reprimidos que son mantenidos al margen, apartados de la conciencia, aun cuando ellos muestren una permanente efectividad psíquica e intensa actividad a través de mecanismos y formaciones específicas.

## Historia del término
Introducido en la lengua francesa hacia 1860 (con la significación de vida inconsciente) por el escritor suizo Henri Amiel (1821-1881), fue admitido en el Dictionnaire de l'Académie française en 1878. Desde la Antigüedad, la idea de la existencia de una actividad que no fuera la de la conciencia siempre dio lugar a múltiples reflexiones. Pero se debió a René Descartes (1596-1650) el principio de un dualismo cuerpo/mente que llevaba a hacer de la conciencia (y del cogito) el lugar de la razón, opuesto al universo de la sinrazón. El pensamiento inconsciente apareció entonces domesticado, sea para integrarlo a la razón, sea para rechazarlo de allí e incorporarlo al ámbito de la locura.
A lo largo del siglo XIX, desde Wilhelm von Schelling (1775-1854) hasta Friedrich Nietzsche (1844-1900), pasando por Arthur Schopenhauer (1788-1860), la filosofía alemana adoptó una visión del inconsciente opuesta a la del racionalismo y sin relación directa con el punto de vista terapéutico de la psiquiatría dinámica. Subrayó el lado nocturno del alma humana y trató de hacer emerger el rostro tenebroso de una psique enterrada en las profundidades del ser. Sobre este horizonte se desplegaron los trabajos de la psicología experimental, la medicina y la fisiología, por ejemplo de autores como Johann Friedrich Herbart, Hermann von Helmholtz, Gustav Fechner, Wilhelm Wundt (1832-1920) e incluso Carl Gustav Carus (1789-1869).

## Procesos inconscientes y la mente inconsciente
Algunas investigaciones neurocientíficas apoyan la existencia de la mente inconsciente. Por ejemplo, investigadores del Centro Médico de la Universidad de Columbia, han encontrado que imágenes fugaces de rostros —imágenes espeluznantes que aparecen y desaparecen tan rápidamente que escapan a la conciencia consciente— producen ansiedad inconsciente, la cual puede ser detectada en el cerebro con las más recientes máquinas de neuroimagen. La mente consciente es por lo tanto cientos de milisegundos más lenta que procesos inconscientes.
Para entender este tipo de investigación, una distinción tiene que ser hecha entre procesos inconscientes y la mente inconsciente (los neurocientíficos suelen examinar más los primeros). La mente inconsciente y sus contenidos psicoanalíticos supuestos
 también difieren de la inconsciencia, el coma, y el estado mínimo de conciencia. La diferencia en el uso de los términos puede ser explicada, hasta cierto grado, por las diferentes hipótesis sobre el sujeto. Una conjetura tal es la teoría psicoanalítica.

## Psicoanálisis

### El inconsciente en la obra de Sigmund Freud

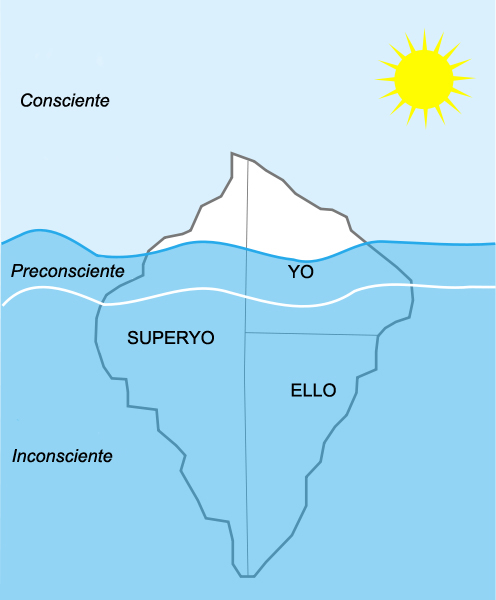
Modelo estructural del aparato psíquico en la teoría de Freud.

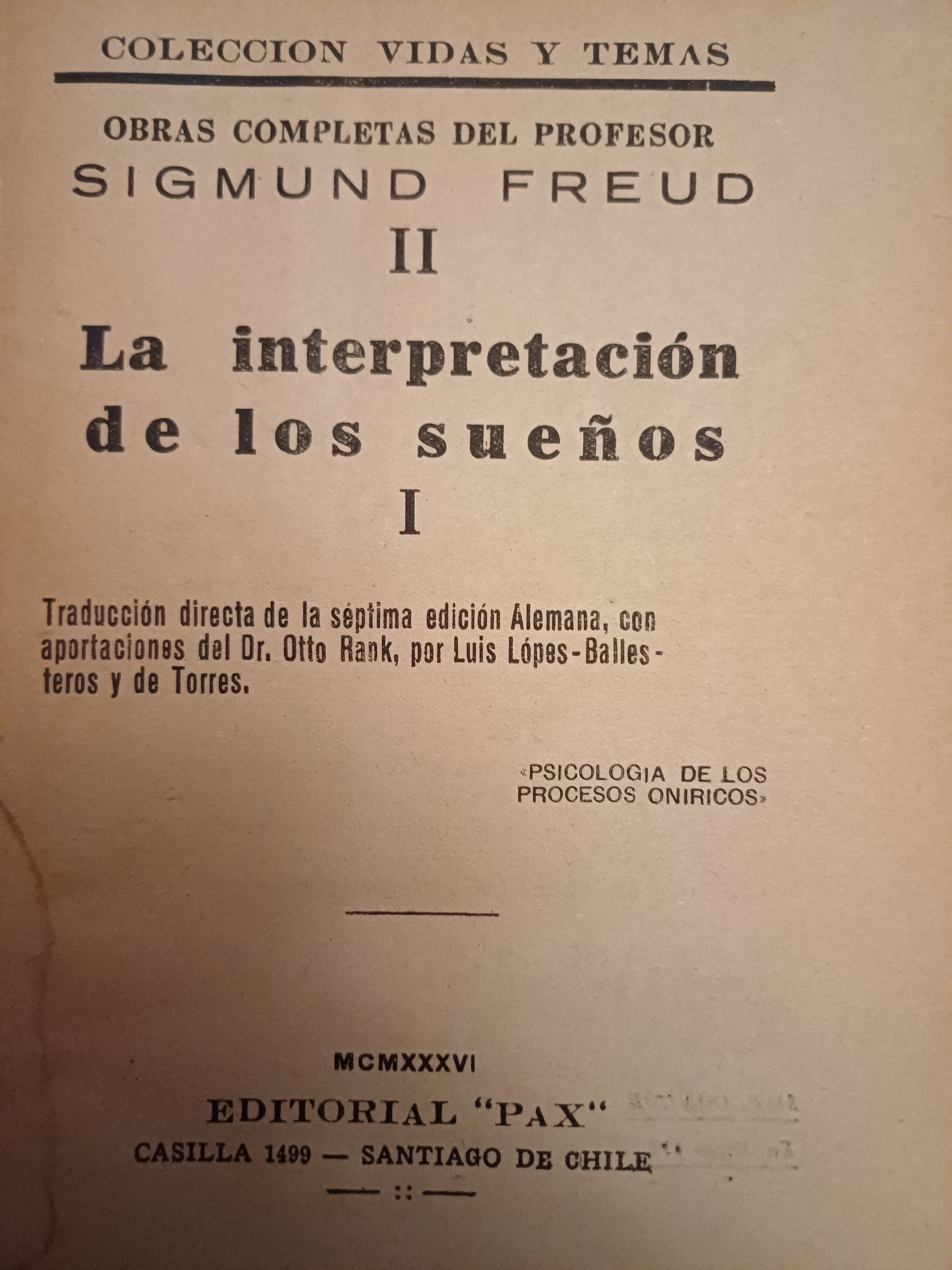
Portada del volumen I de la traducción al español de La interpretación de los sueños, de Sigmund Freud, preparada por Luis López-Ballesteros y de Torres y publicada en Chile en 1936.

La historiografía experta, desde Lancelot Whyte hasta Henri Ellenberger, ha demostrado que Freud no fue el primer pensador que utilizó el término inconsciente para designar un concepto de su teoría. Sin embargo, fue él quien terminó por convertirlo en uno fundamental para su disciplina, asignándole una significación muy distinta de la que le atribuían sus predecesores.[cita requerida]
Al combinar tradiciones de la psiquiatría dinámica y la filosofía alemana, Freud elaboró una concepción inédita del inconsciente. Realizó en primer lugar una síntesis de las enseñanzas de Jean-Martin Charcot, Hippolyte Bernheim y Josef Breuer, que lo llevó hacia el psicoanálisis y, en un segundo momento, proporcionó un andamiaje teórico al funcionamiento del inconsciente a partir de la interpretación de los sueños. 
En efecto, para Sigmund Freud el inconsciente ya no es una "supraconsciencia" o un "subconsciente", situado sobre o más allá de la consciencia; se convierte realmente en una instancia a la cual la conciencia no tiene acceso, pero que se le revela en una serie de formaciones como los sueños, los lapsus, los chistes, los juegos de palabras, los actos fallidos y en los síntomas. El inconsciente, según Freud, tiene la particularidad de ser a la vez interno al sujeto (y a su consciencia) y exterior a toda forma de dominio por el pensamiento consciente.
Partiendo del concepto de inconsciente de la filosofía alemana de principios del siglo XIX y que el científico Eduard von Hartmann había recapitulado en su obra Filosofía del inconsciente, aparecida en 1868, Freud define el inconsciente de una manera completamente original que ya no es simplemente lo opuesto al consciente: El inconsciente freudiano es una noción tópica y dinámica; es un sistema psíquico que tiene contenidos y que posee mecanismos que se pueden describir como específicamente inconscientes; es un sistema que se rige por leyes y posee una economía de energía que le son propias. 
La observación de la vida normal de vigilia parecía validar esa concepción clásica del inconsciente. Pero el análisis de las formaciones psicopatológicas de la vida cotidiana y del sueño había hecho aparecer al inconsciente como "una función de dos sistemas muy distintos". En adelante, junto al consciente había que concebir dos tipos de inconsciente, ambos inconscientes en el sentido descriptivo, pero muy distintos en cuanto a su dinámica y al devenir de sus contenidos: los del inconsciente propiamente dicho no podían llegar nunca a la conciencia, mientras que los contenidos del otro, denominado por tal razón preconsciente, alcanzaban la conciencia en ciertas condiciones, sobre todo después de pasar el control de una forma de censura.
Dentro de la primera teoría de Freud acerca de la constitución del aparato psíquico, que también se suele denominar "la primera tópica freudiana", el inconsciente designa uno de los tres sistemas psíquicos que conforman el psiquismo (los otros dos son el consciente y el pre-consciente). El sistema inconsciente está constituido en gran parte (pero no solamente) por contenidos reprimidos a los que se les ha impedido el acceso a la conciencia, justamente por obra del mecanismo de la represión. El contenido del inconsciente son los "representantes psíquicos" de las pulsiones. Estos representantes, al estar investidos con energía pulsional, buscan permanentemente abrirse paso hacia la consciencia, en lo que se denomina retorno de lo reprimido. La única manera en que logran acceder al sistema preconsciente y a la consciencia es a través de formaciones de compromiso, procurando el máximo de satisfacción pulsional, pero logrando burlar la censura.
Evidentemente, el inconsciente solo se puede conocer cuando ya no es inconsciente. Lo que podemos llegar a saber del inconsciente es lo que ya ha "experimentado una transposición o traducción a lo consciente". El psicoanálisis consistiría según Freud justamente en eso: "El trabajo psicoanalítico nos brinda todos los días la experiencia de que esa traducción es posible. Para ello se requiere que el analizado venza ciertas resistencias, las mismas que en su momento convirtieron a eso en reprimido por rechazo de lo consciente".
A partir de la segunda tópica freudiana, vale decir, del momento en que Freud define las instancias psíquicas ello, yo y superyó y debido a que las tópicas se superponen parcialmente, es decir, dado que no existe una correspondencia unívoca entre estas instancias psíquicas y los tres sistemas definidos en la primera tópica (porque hay partes del yo y del superyó que son igualmente inconscientes que el ello) "inconsciente" pasa a tener una función más bien calificadora, adjetiva.
Es en 1920 cuando Freud hace un viraje en su teoría, más precisamente, con su texto titulado Más allá del principio de placer. En dicho texto Freud profundiza en los desarrollos metapsicológicos que ya había asomado en algunas obras anteriores, y da un sentido filogenético a las oposiciones consciencia-inconsciente, yo-instintos, principio del placer y principio de realidad. Las pulsiones dirigidas en el sujeto a la obtención de placer o evitación del dolor, que Freud había identificado desde los inicios del Psicoanálisis, adquieren un sentido diferente a partir de la verificación de su convivencia funcional con pulsiones radicalmente opuestas, esto es, destructivas y autodestructivas. Los impulsos sexuales son expuestos en esa dualidad constitutiva de fuerzas orientadas por el principio del placer al mismo tiempo que fuerzas contrarias a la supervivencia. El yo, guiado por el principio de realidad, a la luz de lo que Freud llama ananké (escasez), es definido como la formación de un psiquismo superior resultante y comprometido con la reformulación y desviación de las demandas instintivas hacia formas menos peligrosas o destructivas, mediante dos procesos básicos: la represión y la sublimación. La represión de los instintos pasa, por tanto, a ser la condición necesaria (o históricamente adoptada, como señalará H. Marcuse en su Eros y civilización) para la supervivencia de la especie, en virtud de esa dualidad creación-destrucción a la que Freud denominará Eros y Tánatos, y que constituiría el ciclo general de la vida y de la existencia de todas las cosas. Esta metapsicología será retomada y afinada hasta delinear con bastante precisión los ejes de una teoría antropológica, en su posterior obra El malestar en la cultura.
Por otro lado, la guerra recientemente desatada abre la pregunta sobre una fenomenología particular: las neurosis de guerra. El hecho que le llama la atención a Freud es que aquellos que han estado en situaciones traumáticas, tales como haber estado en el frente de batalla, sueñan reiteradamente con la situación traumática, es decir que una y otra vez se representa en los sueños la vivencia traumática. Freud se pregunta cómo se puede articular este fenómeno con la tesis por él planteada de que el sueño es un cumplimiento de deseo. A esta altura de su teoría Freud ya tiene definido el concepto de fijación de la pulsión. Hay algo propio de la pulsión que es traumático. Esto le posibilita pensar un inconsciente no todo reprimido, solo le resta conceptualizar el cambio de meta, es decir el displacer como meta. Cuestión que teoriza en 1923 en su texto El problema económico del masoquismo.

#### Lo inconsciente como lo psíquico genuino
En Esquema del psicoanálisis (1940 [1938]), Freud ubica el punto de partida para la investigación de lo propiamente anímico en el hecho de la conciencia, que, a pesar de las dificultades que se encuentran al intentar explicarlo, a nadie ofrece dificultades a la hora de representarse uno lo que tal concepto designa por la sencilla razón de que no es ajeno a la experiencia cotidiana de nadie. El autor critica al conductismo por haber pretendido construir una psicología sin tomar en consideración a la conciencia. Para Freud, sin embargo, la conciencia tampoco comprendería el campo íntegro de lo psíquico y, según su parecer, no sería acertado creer que la única tarea de la psicología radicaría en la distinción entre percepciones, sentimientos, procesos cognitivos y actos de la voluntad en calidad de diferentes especies de fenómenos psíquicos. Tales procesos provistos de la cualidad de ser asequibles a la conciencia no constituyen un continuum fluido y completo, y habría quienes abogaran por hipótesis de un mayor grado de perfección en las series somáticas de las que aquellos serían correlato, pues, mientras que a todo fenómeno consciente le correspondería uno fisiológico concurrente, no sería cierto lo contrario. De dicha postura resultaría lícito extraer el corolario de que la psicología debería hacer hincapié sobre aquellos procesos somáticos, llegando incluso a discernir en los mismos lo genuinamente psíquico. Sin embargo, según Freud, tal parecer iría en contra de los postulados defendidos por la mayoría de los filósofos, quienes descalificarían como un contrasentido la idea de algo psíquico inconsciente.
Ese es precisamente uno de los fundamentos de la teoría analítica, que acepta que “esos procesos concomitantes presuntamente somáticos son lo psíquico genuino”, pese a que la conciencia no tenga acceso a ellos. También Theodor Lipps habría sido partidario de esa concepción. La psicología de la conciencia no habría sido capaz de ir más allá de esas series plagadas de lagunas ―y que, por lo mismo, serían reflejo de algo de otro orden―, pero el reconocimiento de que lo anímico es esencialmente inconsciente habilitaría, en las palabras de Freud, a “configurar la psicología como una ciencia natural entre las otras.” Los fenómenos que se han constituido como su objeto de estudio estarían sometidos a legalidades susceptibles de ser descubiertas. Esta tarea requeriría de la construcción de conceptos e hipótesis que permitirían aproximar el estado de la ciencia al conocimiento de lo real y que se hallarían sujetos a modificaciones y rectificaciones, así como a ser definidos de manera más precisa, conforme la acumulación de experiencia lo fuera posibilitando. Freud es de la opinión de que resultaría admisible que los conceptos basales de una disciplina en nacimiento ―cabría mencionarse el de “pulsión” para el caso del psicoanálisis― adolezcan en un principio de definiciones imperfectas.

#### Lo inconsciente como cualidad psíquica
Freud designa con el nombre de cualidades psíquicas a lo consciente, lo inconsciente y lo preconsciente. Dice que la noción psicoanalítica de conciencia no se distingue de la de los filósofos y la opinión popular, quedando todo lo demás incluido en la categoría de lo inconsciente. Este no supone, empero, un conjunto de elementos homogéneos sino que en su seno se diferencian, por un lado, los procesos pasibles de devenir conscientes sin más, es decir, aquellos que pueden ser evocados para luego apartarse nuevamente de la conciencia dado que esta es un estado sumamente efímero ―trátase aquí de lo preconsciente o susceptible de conciencia― y, por otro, aquellos procesos o contenidos que no tienen expedito acceso a la conciencia (lo inconsciente genuino) y de cuya existencia nos anoticiamos a partir de inferencias y de la traducción de dicho material a una expresión consciente.
No cabe esperar, sin embargo, que uno u otro contenido se encuentre definitiva e irrevocablemente asociado a alguna de estas tres cualidades: lo preconsciente llegará a la conciencia sin auxilio del psicoanalista, mientras que lo genuinamente inconsciente la alcanzará tras el vencimiento de potentes resistencias y gracias al trabajo emprendido en un análisis. Freud advierte que el haber colegido uno, en calidad de psicoanalista, el contenido correspondiente a determinada laguna mnésica de un individuo y su comunicación a él no implica que el material inconsciente reprimido en él del que se trate haya adquirido de pronto el carácter de consciente, puesto que, al menos en un principio, tal contenido estará simultáneamente presente entre sus representaciones conscientes ―bajo esta forma se es recibida la reconstrucción brindada por el analista― y entre las inconscientes. No es sino más tarde que, idealmente y por medio del trabajo terapéutico, queda zanjada la brecha entre unas y otras. La fuerza de la resistencia que se opone a tal logro dependerá del caso particular. Tanto es así que el devenir consciente de ordinario trabajosamente obtenido por medio del tratamiento puede, de igual modo, tener lugar de forma espontánea. Sucede principalmente en los estados psicóticos que cierto material destinado a permanecer inconsciente alcanza de pronto el estado de preconsciente y de allí tiene expedito el acceso a la conciencia, de suerte que la conservación de determinadas resistencias presta importantes servicios a la normalidad psíquica, dentro de cuyos límites, empero, se admite una acusada laxitud resistencial durante el dormir, con el consecuente afloramiento de material inconsciente y la instauración de las condiciones propicias para la producción de sueños. Contrariamente, el olvido pasajero impide que a un contenido regularmente preconsciente le resulte posible acceder a la conciencia; el chiste tiene por condición que un pensamiento susceptible de conciencia devenga transitoriamente inconsciente. La contracción de perturbaciones neuróticas debe mucho a tales transposiciones de lo preconsciente en inconsciente.

#### El funcionamiento de lo inconsciente
Las reglas que gobiernan la lógica no operarían en lo inconsciente, que queda definido como “el reino de la alógica”. Afanes y tendencias antagónicos conviven allí a veces sin suscitar el menor conflicto por no influirse recíprocamente, otras provocando uno en el que, sin embargo, no se toma partido por ninguna opción en particular, sino que estas se funden en un compromiso de la más absurda constitución por poner lado a lado exigencias inconciliables. Esto guarda estrecho vínculo con que los opuestos, lejos de mantenerse apartados, son tomados como si fueran una y la misma cosa: así, cada elemento del contenido manifiesto del sueño puede figurar precisamente a su contrario. Para dar fuerza a su tesis, Freud argumenta que eso también ocurría en las lenguas arcaicas: en un inicio, los conceptos de “fuerte” y “débil”, “claro” y “oscuro”, y “alto” y “profundo” pudieron haber sido designados a través de la misma raíz. Incluso en latín altus tendría el valor de “alto” y de “profundo”, mientras que sacer referiría tanto a “sagrado” como a “impío”.

### Lo inconsciente colectivo en Carl Gustav Jung
Es precisamente la conceptualización de la teoría del inconsciente, entre otras razones de índole teórico y personal, la que generará la separación entre Freud y Jung. Será este último el que replantee y amplíe el carácter personal del inconsciente freudiano, extendiéndolo ad infinitum a un inconsciente colectivo cuyo contenido primordial serán los arquetipos. De este modo, y siempre desde el marco teórico de la psicología analítica del autor suizo, el inconsciente quedará estratificado en dos niveles:
1. La propia denominación del inconsciente de Freud, al que llamará inconsciente personal, aceptando y diferenciando así la postulación freudiana, y donde los contenidos centrales o constelaciones del inconsciente serán distinguidos bajo el término de complejos, residiendo un arquetipo en el núcleo de cada uno de ellos.
2. El propio inconsciente colectivo, sede de y constituido por los arquetipos.

### El inconsciente en Jacques Lacan
En el Seminario XI menciona Lacan: "El inconsciente es la suma de los efectos de la palabra en un sujeto; es a ese nivel que el sujeto se constituye como efecto del significante". El inconsciente está estructurado como un lenguaje. Bajo su propia lógica diferente a la racional y cognitiva, produciendo efectos en la vida cotidiana. El inconsciente no es irracional, tiene una lógica que organiza el discurso y a sus formaciones, actos fallidos, sueños y síntomas.

## Mente inconsciente en psicología cognitiva contemporánea

### Investigación
Hay un extenso cuerpo de concluyente investigación y conocimiento en la psicología cognitiva contemporánea, dedicado a la actividad mental que no está mediada por la toma de conciencia.
La mayoría de esa investigación (cognitiva) sobre procesos inconscientes se ha llevado a cabo en la tradición académica ya establecida del paradigma del procesamiento de la información. Es opuesta a la tradición psicoanalítica, que está dirigida por conceptos teóricos relativamente especulativos (por ser difíciles de verificar empíricamente) como el complejo de Edipo o el complejo de Electra, la tradición cognitiva en investigación de los procesos inconscientes está basada en relativamente pocas suposiciones teóricas y está muy empíricamente orientada (p.e., está basada en datos).
La investigación cognitiva ha revelado que automáticamente, y fuera de la toma de conciencia, los individuos registran y adquieren más información que la que pueden experimentar a través de sus pensamientos conscientes (véase Augusto, 2010, para una encuesta comprensiva reciente).

### Procesamiento inconsciente de la información sobre frecuencia
Por ejemplo, una línea de investigación extensa conducida por Hasher y Zacks ha demostrado que individuos registran información acerca de la frecuencia de eventos automáticamente (p.e., fuera de la toma de conciencia y sin captar fuentes de procesamiento de información conscientes). Es más, los perceptores lo hacen inintencionalmente, realmente "automáticamente", sin importar las instrucciones que recibieron, y sin importar los objetivos de procesamiento de información que tengan. Interesantemente, la habilidad de inconscientemente y con relativa exactitud contar la frecuencia de eventos parece tener poca o ninguna relación con la edad del individuo, educación, inteligencia, o personalidad, por lo tanto puede representar uno de los bloques fundamentales de orientación humana en el medio ambiente y posiblemente la adquisición de conocimiento procedural y experiencia, en general.

### Gramáticas artificiales
Otra línea de investigación temprana sobre procesos inconscientes fue iniciada por Arthur Reber, usando la llamada metodología «gramática artificial». Esa investigación reveló que individuos expuestos a palabras nuevas creadas por complejos sets de reglas «gramáticas» artificiales y sintéticas (p.e., GKHAN, KHABT...), rápidamente desarrollaron una especie de «sentimiento» por esa gramática y subsecuente conocimiento de trabajo sobre esa gramática, como fue demostrado por su habilidad para diferenciar entre nuevas palabras gramáticamente «correctas» (p.e., consistente con las reglas) e «incorrectas» (inconsistentes). Interesantemente, esa habilidad no parece ser mediada, o siquiera acompañada por el conocimiento declarativo de las reglas (p.e., la habilidad para articular como distinguen entre las palabras correctas e incorrectas).

### Adquisición inconsciente de conocimiento procedural
Lo esencial de estos descubrimientos tempranos (de los 70) ha sido significativamente extendido en los 80 y los 90 por investigación sucesiva, demostrando que fuera de la toma de conciencia los individuos no solo adquieren información sobre frecuencias (p.e., "ocurrencias" de rasgos o eventos) pero también de co-ocurrencias (p.e., correlaciones o, técnicamente hablando, covariaciones) entre rasgos o eventos. Investigación extensiva sobre adquisiciones no conscientes de información sobre covariaciones fue conducida por Pawel Lewicki, seguido por investigación de D. L. Schachter (quien es conocido por introducir el concepto de memoria implícita), L. R. Squire, y otros.
En la fase de aprendizaje de un estudio típico, participantes fueron expuestos a una corriente de estímulos ( eventos, como cadenas de letras, dígitos, fotos, o descripciones de personas estímulo) conteniendo una consistente pero no saliente (oculta) covariación entre rasgos o eventos. Por ejemplo, cada persona estímulo presentada como "justa" también tendría una cara ligeramente elongada. Resultó que incluso si las covariaciones manipuladas eran no salientes e inaccesibles a la toma de conciencia de los sujetos, los sujetos perceptores todavía adquirían un conocimiento de trabajo no consciente acerca de esas covariaciones. Por ejemplo, si en la fase de prueba del estudio, a los participantes se les pide hacer juicios intuitivos acerca de las personalidades de las nuevas personas-estímulo presentadas solamente en fotos (sin descripciones de personalidad), y juzgar la "justicia" de los individuos, ellos tienden a seguir las reglas no conscientemente adquiridas en la fase de aprendizaje, y si la persona estímulo tenía una cara ligeramente elongada, reportaban un sentimiento intuitivo de que esta persona era "justa". [cita requerida]
La adquisición no consciente de información acerca de covariaciones parece ser uno de los fundamentales y omnipresentes procesos envueltos en la adquisición de conocimiento (habilidades, experiencia) o incluso preferencias o disposiciones de personalidad, incluyendo desórdenes o síntomas de desórdenes.

### Inconsciencia versus no conciencia
En la tradición cognitiva, los procesos no mediados por toma de conciencia son referidos como «no conscientes». Este término pone énfasis en la naturaleza puramente descriptiva y empírica del fenómeno (una calificación de simplemente «no ser consciente») en la tradición de la investigación cognitiva.
Específicamente, el proceso es no consciente cuando incluso individuos altamente concentrados fallan en reportarlo, y fundamentalmente pocas suposiciones teóricas son hechas sobre el proceso.

## Controversia
Todavía hay desacuerdos fundamentales dentro de la psicología acerca de la naturaleza de la mente inconsciente. Hay controversia acerca de la validez científica del concepto del inconsciente, y si es que el inconsciente existe ha sido disputado.
En las ciencias sociales, John Watson, considerado el primer conductista estadounidense, criticó la idea de una "mente inconsciente", y se concentró en conductas observables en vez de en la introspección.
David Holmes examinó sesenta años de investigación acerca del concepto Freudiano de "represión", y concluyó que no hay evidencia positiva para este concepto. Dada la falta de evidencia para muchas hipótesis Freudianas, algunos investigadores científicos propusieron la existencia de mecanismos inconscientes que distan mucho de los Freudianos. Hablan de un "inconsciente cognitivo"(John Kihlstrom), que ejecuta procesos automáticos pero que no posee los mecanismos complejos de represión y retorno simbólico de lo reprimido.
Jean-Paul Sartre ofrece una crítica a la teoría del inconsciente de Freud en El ser y la nada, basado en el supuesto de que la consciencia es esencialmente autoconsciente. Sartre también argumenta que la teoría de represión de Freud es internamente fallida, aunque Thomas Baldwin escribe que su argumento está basado en un malentendido de la teoría de Freud.
Ludwig Wittgenstein y Jacques Bouveresse argumentaron que el pensamiento Freudiano exhibe una confusión sistemática entre razones y causas: los métodos de la interpretación pueden dar razones para nuevos significados, pero son inútiles para encontrar relaciones causales (las cuales requieren investigación experimental). Wittgenstein dio el siguiente ejemplo: (en sus Conversaciones con Rush Rhees): si lanzamos objetos sobre la mesa, y damos asociaciones libres e interpretaciones sobre esos objetos, encontraremos algún significado para cada objeto y su lugar, pero no encontraremos las causas.
Otro filósofo contemporáneo, John Searle, ha ofrecido una crítica sobre el inconsciente Freudiano. Sostiene que la mismísima noción de una colección de "pensamientos" que existe en una región privilegiada de la mente tal que sean "en principio no accesibles" a la consciencia consciente, es incoherente. Esto no es para implicar que no hay procesos "no conscientes" que forman la base de mucha de la vida consciente. En cambio, Searle simplemente propone que posicionar la existencia de algo que es como un "pensamiento" en cada detalle excepto por el hecho de que nadie puede estar consciente de él (no puede "pensar" en él) es un concepto incoherente. Hablar de "algo" como un "pensamiento" o implica que está siendo pensado por un pensador o que podría ser pensado por un pensador. Procesos que no están causalmente relacionados con el fenómeno llamado pensamiento son más apropiadamente llamados procesos no conscientes del cerebro. Estas ideas son discutidas con mayor profundidad en su libro El redescubrimiento de la mente.
Otros críticos del inconsciente Freudiano son David Stannard, Richard Webster y Ethan Watters y Richard Ofshe.
En la psicología cognitiva moderna, muchos investigadores han buscado desmontar la noción del inconsciente de su herencia freudiana, y términos diferentes como "implícito" o "automático" son usados. Estas tradiciones enfatizan a qué grado los procesos cognitivos suceden fuera del lente de la toma de conciencia cognitiva, y muestran que las cosas de las que no tomamos conciencia pueden de todas maneras influenciar otros procesos cognitivos al igual que la conducta. Activas tradiciones de investigación relacionadas al inconsciente incluyen a la memoria implícita (véase priming, actitudes implícitas) y adquisición no consciente del conocimiento (véase Lewicki, véase también la sección de perspectiva cognitiva, más abajo).